# Robursport Volley Pesaro

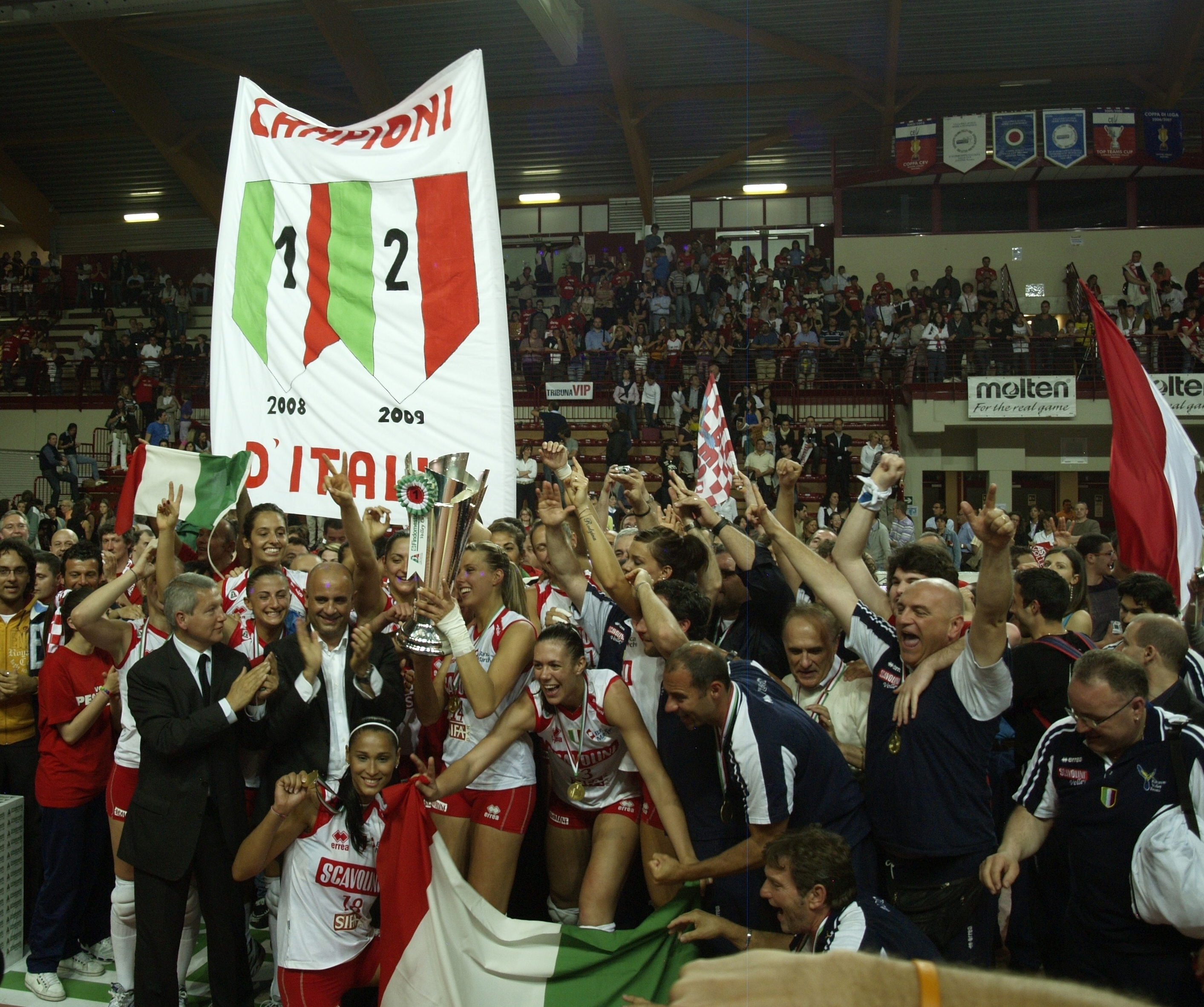
Seizoen 2008-2009

Robursport Volley Pesaro (naar zijn sponsor ook Scavolini Pesaro genoemd) is een Italiaanse vrouwelijke volleybalclub uit Pesaro, die in de Serie A1 speelt. De club komt uit op het hoogste niveau in Italië en is opgericht in 1967. 

## Selectie 2011/12
Trainer: Paolo Tofoli  ITA
| No. | Naam                    | Land | Positie         |
| --- | ----------------------- | ---- | --------------- |
| 1   | Serena Ortolani         | ITA  | Diagonaal       |
| 2   | Marta Agostinetto       | ITA  | Diagonaal       |
| 3   | Maren Brinker           | GER  | Passer-loper    |
| 5   | Alexandra Rose Klineman | USA  | Passer-loper    |
| 7   | Monica De Gennaro       | ITA  | Libero          |
| 8   | Laura Saccomanni        | ITA  | Passer-loper    |
| 9   | Elisa Manzano           | ITA  | Middenaanvaller |
| 10  | Francesca Ferretti      | ITA  | Spelverdeler    |
| 11  | Berenika Okuniewska     | POL  | Middenaanvaller |
| 12  | Paula Ampudia           | COL  | Passer-loper    |
| 18  | Lulama Musti De Gennaro | ITA  | Middenaanvaller |